# Piper churruyacoanum
Piper churruyacoanum är en pepparväxtart som beskrevs av Trel. & Yunck.. Piper churruyacoanum ingår i släktet Piper och familjen pepparväxter. Inga underarter finns listade i Catalogue of Life.